# 国益と国民の生活を守る会
国益と国民の生活を守る会（こくえきとこくみんのせいかつをまもるかい）は、日本の政党に属しない保守系衆議院議員により構成されていた衆議院の院内会派。通称「国守」。政治団体としての届け出はなく、衆議院内の任意の互助会的な「平沼グループ」だった。平成23年（2011年）12月をもって自民党衆議院会派「自民党・無所属の会」に合流し、会派は消滅した。
平成21年（2009年）9月15日に衆議院事務局へ現在の会派結成を届け出る以前は、平成20年（2008年）10月の結成当初より平沼赳夫をはじめとする郵政民営化に反対して自民党を離党した造反組を中心とする保守系無所属の議員、元議員を主な構成員として行動。マスメディアでは「平沼グループ」ないし「平沼派」という通称名が用いられ、平沼の公式サイトでも「平沼グループ」という仮称を用いていた。

## 沿革

### 平沼グループ
平成17年（2005年）に、内閣総理大臣・小泉純一郎（第2次小泉改造内閣）が最優先課題として掲げた郵政民営化に、衆参両院の自民党一部議員は反対し、8月8日の参議院本会議で郵政民営化関連法案が否決された。これを受けて、小泉首相は、郵政民営化について「民意を問う」との理由により、同日、衆議院解散（郵政解散）を断行した。これに伴い、自民党公認を得られなくなった平沼を始めとする「造反組」議員は、その一部が国民新党や新党日本を結党したものの、大半が無所属での出馬を強いられた。9月11日投開票の郵政選挙において、平沼は岡山3区において自民党の刺客候補・阿部俊子を斥けて当選（阿部は比例復活）したものの、多くの「造反組」議員は落選。無所属で当選した「造反組」議員も、その多くが特別国会に再提出された郵政民営化関連法案で賛成票を投じたのに対し、平沼は反対票を投じた。
翌平成18年（2006年）9月、自民党総裁任期満了を以て小泉が総理大臣を退き、安倍晋三が後継の自民党総裁・総理大臣となるが、無所属で当選した平沼ら12名の復党願提出に際して、安倍の許で自民党幹事長に就任した中川秀直は、造反組の復党に際して「郵政民営化を含めた安倍政権の公約実現に邁進する」「誓約に違反したときは議員を辞職する」の2点を誓約書の形で提出することを要求。特別国会で一転して郵政民営化に賛成した11名はこれに応じたが、平沼は「自身の信条に反する」との理由で誓約書の提出を拒否し、また平成19年（2007年）初頭に脳梗塞を発症して入院を余儀なくされたことから、無所属のまま政治活動を続けることになった（郵政造反組復党問題）。
平沼は、城内実や小泉龍司らの落選した元職の政治活動を経済面でも支援し続けていたが、このグループに対して平成20年（2008年）に民主党の道路特定財源を一般財源に転換する政策に不満を持ち、同党から分裂した改革クラブ（現・新党改革）より合流を持ちかけられる。結局、改革クラブへの合流は見送られ、第45回衆議院議員総選挙後の新党結成を視野に「自民党・民主党のいずれにも属さない健全な保守の第三極」を掲げて「平沼グループ」として活動することになり、いずれも無所属扱いで17名の候補者を擁立した。しかし、当選は平沼・城内・小泉の前職及び元職3名に留まった。

### 衆議院に院内会派結成
平成21年（2009年）9月15日に、グループの当選議員3名は平沼を会長とする衆議院会派「国益と国民の生活を守る会」を結成。
同年11月、国民新党代表の亀井静香から国民新党・国益と国民の生活を守る会・新党日本が合流して新党を結成しようという打診があったが、平沼は亀井との会談後「新党はない」と明言し「今後ゆっくり話し合いたい」と言い、亀井の新党結成の構想は頓挫した。
平成22年（2010年）1月16日、平沼は岡山県津山市で開かれた後援会新年会であいさつし、次期参院選に向けた対応について「自民党としっかり連携していくとともに、新しい流れ、新しい政党をつくる」と述べ、参院選前に新党を結成する考えと自民党との連携を明言した。

### 平沼の衆議院会派離脱
平成22年4月10日に平沼を代表とした政党・たちあがれ日本が結成され、4月12日に衆議院事務局に同等の会派結成届を提出。これに伴い平沼は「国益と国民の生活を守る会」を離脱し、小泉が会長を引き継いだ。たちあがれ日本との統一院内会派は組まれていない。なお、平成22年6月4日と平成23年8月30日の衆議院本会議における首班指名選挙において城内・小泉の2名はたちあがれ日本代表である平沼に投票している。
平成23年6月2日、菅直人内閣に対する内閣不信任決議（菅おろし）の採決では、城内は不信任票を投じたが小泉は棄権し、対応が分かれた。

### 自民会派合流
平成23年12月、野田内閣たる民主党政権に対する危機感と早期に解散総選挙に追い込むため、自民会派と共闘する必要があるとの方針から臨時国会会期末までに会派ごと自民党衆議院会派「自民党・無所属の会」に合流し、会派は消滅した。

## 旧平沼グループのメンバー
（）内は第45回衆議院議員総選挙の出馬選挙区。
太字は現職
自民党系
- 平沼赳夫（岡山3区） - たちあがれ日本→日本維新の会→次世代の党を経て自民党に復党
- 城内実（静岡7区） - 自民党に復党
- 小泉龍司（埼玉11区） - 自民党に復党
- 三浦一水 （熊本3区）
- 村岡敏英 （秋田3区） - たちあがれ日本→日本維新の会→維新の党→無所属→改革結集の会→民進党→希望の党→無所属→国民民主党
- 松本和巳 （千葉6区） - 日本維新の会に入党
- 長崎幸太郎 （山梨2区）- 自民党に復党

元83会（いわゆる「小泉チルドレン」）であるが、自民党本部が造反組から復党した堀内光雄を公認したことに不満を持ち離党。郵政民営化関連法案の採決では賛成票を投じているが「民営化の弊害排除は必要との見解」は一致、としている。
民主党系
- 宇佐美登（東京4区） - 日本維新の会→無所属→希望の党→無所属
- 堺井裕貴（大阪1区）

その他（肩書は出馬直前のもの）
- 三宅博（大阪14区）元八尾市議会議員 - たちあがれ日本→日本維新の会→次世代の党→おおさか維新の会→日本維新の会
- 真鍋健（香川3区）元参議院議員秘書
- 升田世喜男（青森1区）元青森県議会議員 - たちあがれ日本→日本維新の会→維新の党→民進党→希望の党→無所属→旧立憲民主党→立憲民主党
- 藤井陽光（秋田1区）元文部省職員
- 岡佑樹（徳島1区）元参議院議員秘書 - たちあがれ日本→日本維新の会→次世代の党→自民党
- 植竹哲也（栃木4区）元衆議院議員秘書 - たちあがれ日本→日本維新の会→次世代の党
- 伊藤香織（山形1区）元山形市議会議員
- 石原修三（兵庫4区）元兵庫県議会議員